# Китаєв Володимир Михайлович
Владімір Міхайлавич Кітаєв (нар. 1 липня 1984, Находка, Приморський край, СРСР) — російський військовослужбовець, найманець ПВК «Вагнер», віріо командира 5 Штурмового загону, позивні «Кітаєц» (до 2019), «Айсмен» та «Сталін». Учасник військової операції Росії в Сирії, вторгнення Росії в Україну. Знаходиться під санкціями України.

## Біографія
Владімір Міхайловіч Кітаєв народився 1 липня 1984 року в Находці, СРСР. . Закінчив професійне училище за спеціальністю електрика. Під час термінової служби був уссурійській 14-й бригаді спецназу ГРУ Міноборони РФ. 2005 року воював на Північному Кавказі. У 2010 був умовно засуджений на рік за поножовщину. Після судимості пропрацював інкасатором у Ощадбанку.
З травня 2015 року приєднався до «ЧВК Ваґнєр». При вступі зазначив, що він працював «помічником депутата» та є членом КПРФ.
За інформацією розслідування центру «Досьє», видань Die Welt, Інсайдер, Paris Match, Arte та телеканалу «Сьогодні» у 2017 році брав участь у тортурах та скарбниці сирійця Ель-Ісмаїла. Китаїв з колегами кілька разів стріляли в жертву, розтрощили з використанням кувалди його кінцівки, після чого взяли і відрізали йому голову, а насамкінець підпалили обезголовлене тіло. Акт вбивства вирішили опублікувати на підтвердження досконалого. Прокуратура та Слідчий комітет Російської Федерації заявили про недостовірність інформації та відмовилися проводити розслідування. Після участі у страті Кітаєв змінив позивний з «Кітаєц» на «Айсмен», став командиром 5-го штурмового загону «Вагнера» і очолив взвод ПВК «Вагнер» у Африці.
24 квітня 2023 року на вході до слідчого відділу в Саратові в присутності співробітників МВС Кітаєв ударив по особі Азамата Улдарова і пригрозили вбити за свідчення проти Євґенія Пріґожіна та Кітаєва.
За інформацією ЗМІ він також причетний до вбивства українських цивільних, включаючи дітей, у Бахмуті та Соледарі. Знаходиться під санкціями України.